# Love is Pain
Love is pain es el primer Mixtape de los artistas de Orfanato Music Group de la cual se liberaron 10 canciones. El álbum cuenta con las colaboraciones de Don Omar, Syko, Natti Natasha y Frankie J, entre otros artistas del género. Los temas fueron compuestos por los propios artistas de Orfanato Music Group. En particular, Natti Natasha obtuvo un gran impulso en su carrera luego de participar en «Dutty Love», publicado a mediados de febrero de 2011. También se marca la ausencia de Kendo Kaponi, luego de dejar el sello a finales de 2010.
En la canción 5 la artista femenina que comparte la canción "A Donde Ira Tu Corazon" junto al intérprete Don Omar, es Jeven Wagner del grupo Mamajuana y el tema originalmente se llamaba "Me Perteneces", debido a que en aquel tiempo Natti Natasha era la corista de Don Omar, se confundió la voz de esta con la integrante de Mamajuana y la mala información del internet llevó a decir que la artista femenina fue Natti Natasha, cosa que no es cierto.

## Lista de canciones
| #  | Título                    | Intérprete(s)                             | Productor(es)          | Tiempo |
| -- | ------------------------- | ----------------------------------------- | ---------------------- | ------ |
| 1  | De Hombre A Hombre        | Don Omar feat. Syko                       | A&X                    | 4:26   |
| 2  | Tu Recuerdo               | Syko feat. Natti Natasha & Link-On        | Link-On, DJ Robin      | 4:14   |
| 3  | Dutty love                | Don Omar feat. Natti Natasha              | A&X, DJ Robin, Link-On | 4:45   |
| 4  | El Reloj No Perdona       | Syko feat. Frankie J                      | A&X                    | 3:27   |
| 5  | A Donde Ira Tu Corazón    | Don Omar feat. Jeven Wagner               | A&X                    | 3:34   |
| 6  | Slow Motion               | Syko feat.~Don Omar & Trébol Clan         | Jumbo                  | 3:30   |
| 7  | Luna Llena                | Don Omar                                  | A&X                    | 3:35   |
| 8  | Oh My Girls (Pain Killer) | Natti Natasha feat. AnovaStar, Chikamusic | A&X                    | 3:15   |
| 9  | Danza Kuduro (Remix)      | Don Omar feat. Lucenzo                    | A&X                    | 3:29   |
| 10 | A Lo Mejor Ya Es Tarde    | Don Omar feat. Syko                       | A&X, Jumbo             | 3:58   |
| 11 | No Sigue Modas            | Don Omar feat. Juan Magan                 | A&X                    | 3:36   |
| 12 | Hasta Que Salga El Sol    | Don Omar                                  | A&X, DJ Robin          | 4:06   |